# 야당정
야당정(野塘亭)은 경상북도 안동시 도산면에 있다. 2014년 4월 3일 안동시의 문화유산 제97호로 지정되었다.